# Clubiona vigillella
Clubiona vigillella este o specie de păianjeni din genul Clubiona, familia Clubionidae, descrisă de Strand, 1918. Conform Catalogue of Life specia Clubiona vigillella nu are subspecii cunoscute.